# Armani

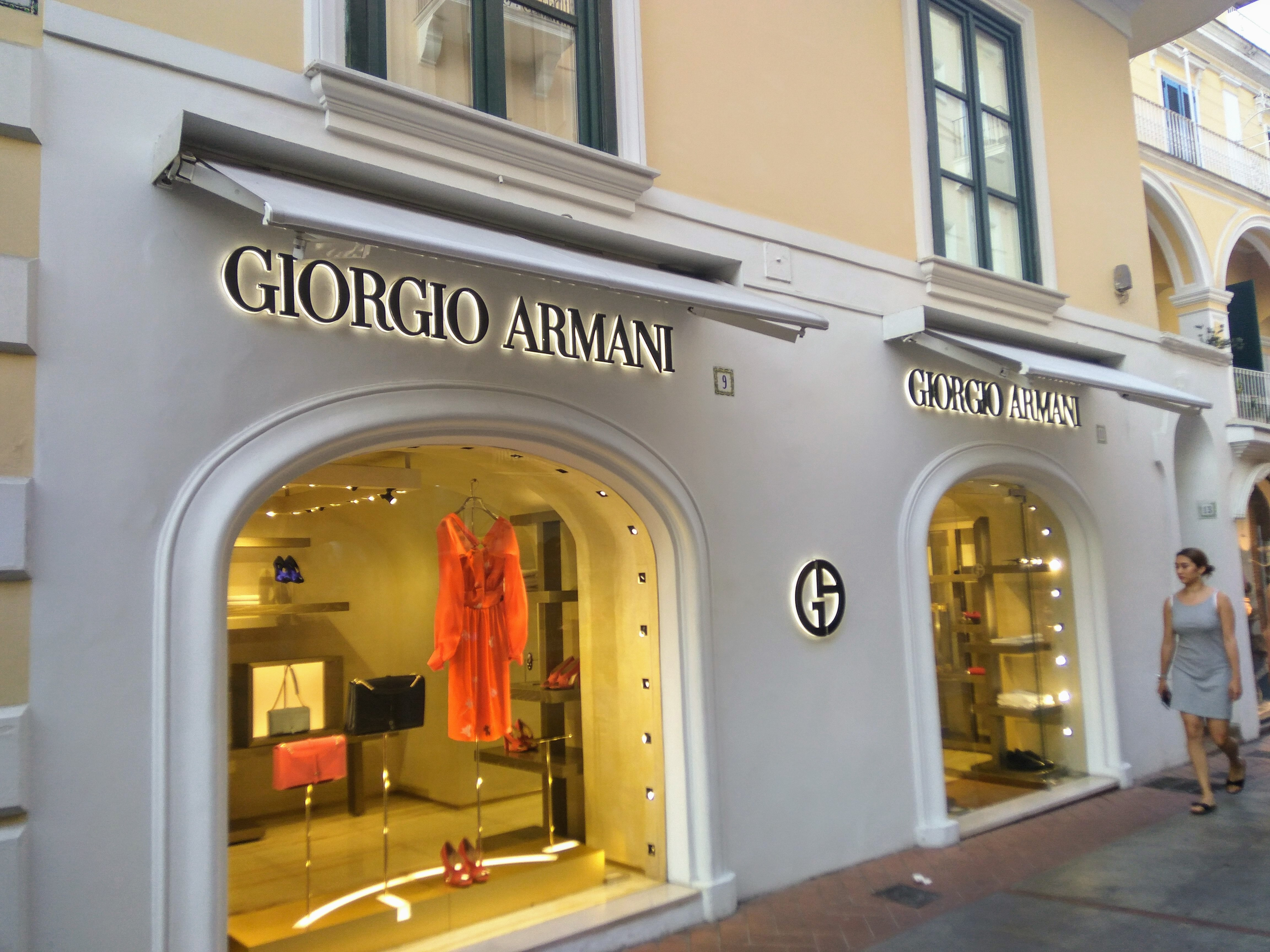
Een Armaniboetiek in Capri, Italië

Giorgio Armani S.P.A. is een internationaal Italiaans modehuis, gespecialiseerd in het ontwerpen en produceren van haute couture, confectie, lederen kleding, schoenen, horloges, juwelen, cosmetica, parfum en interieur. 
Het modehuis produceert onder meerdere namen en merken, waaronder Giorgio Armani, Armani Collezioni, Emporio Armani, AJ | Armani Jeans, AX | Armani Exchange, Armani Junior, en Armani/Casa. Armani wordt wereldwijd gezien als een van de meest prestigieuze namen in de modeindustrie. In 2010 had het modehuis een wereldwijde omzet van 1,2 miljard euro, en werkten er wereldwijd 4599 mensen voor het modehuis.